# Ángel Zerpa
Ángel David Zerpa (nacido el 27 de septiembre de 1999) es un lanzador de béisbol profesional venezolano de los Kansas City Royals de las Grandes Ligas (MLB). Debutó en las Grandes Ligas en el 2022.
Zerpa firmó con los Kansas City Royals como agente libre internacional en 2016 por un bono de 100 000 dólares. Zerpa hizo su debut profesional en 2017 con los Royals de la Liga de Verano Dominicana, con marca de 3-4 con efectividad de 1.84 y 39 ponches.63 2⁄3 entradas. Pasó la temporada 2018 con los Reales de la Liga de Arizona, con marca de 3-6, efectividad de 3.88 y 34 ponches.48 2⁄3 entradas. Zerpa dividió la temporada 2019 entre los Burlington Royals y los Idaho Falls Chukars, con un récord combinado de 6-3 con efectividad de 3.40 y 55 ponches .55 1⁄3 entradas. No jugó en 2020 debido a la cancelación de la temporada de béisbol de las ligas menores a causa de la pandemia de COVID-19 .
El 20 de noviembre de 2020, Zerpa se agregó al roster de 40 de los Reales. Zerpa en 2021 dividió la temporada de lasligas menores entre Quad Cities River Bandits, Northwest Arkansas Naturals y Omaha Storm Chasers, con un récord combinado de 4-4 con efectividad de 4.58 y 108 ponches .88 1⁄3 entradas.
El 30 de septiembre de 2021, Zerpa fue llamado a la lista activa para hacer su debut en la MLB contra los Indios de Cleveland .

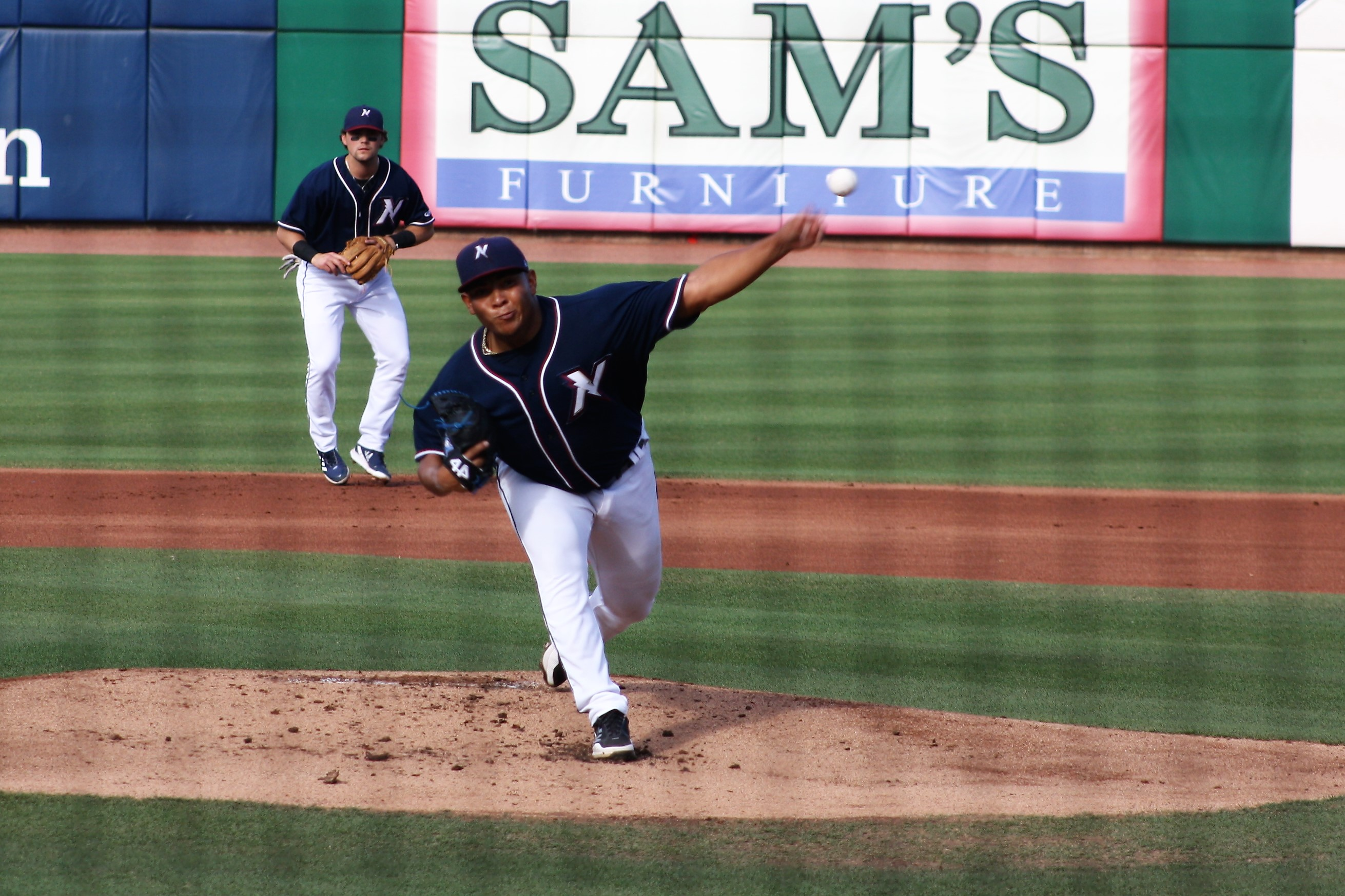
Zerpa lanzando para los Northwest Arkansas Naturals